# رونالد راس
سر رونالد راس (به انگلیسی: Sir Ronald Ross) ‏زیست‌شناس انگلیسی برنده جایزه نوبل فیزیولوژی و پزشکی در سال ۱۹۰۲ به خاطر مبارزه علیه بیماری مالاریا بود.